# Закон Габінія про переслідування піратів

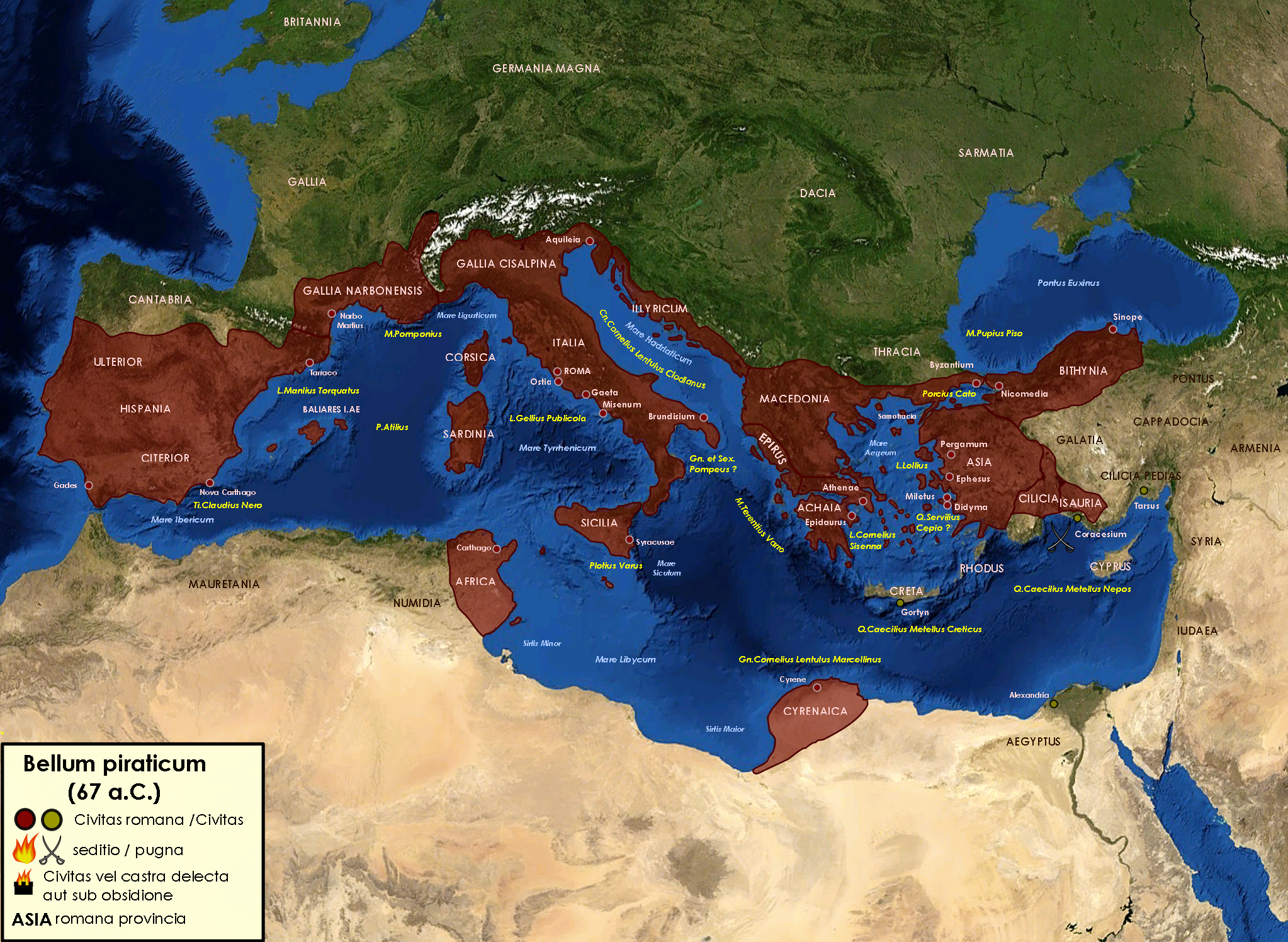
Карта Середземномор'я з римськими територіями та іменами й місцезнаходженням 25 легатів, призначених Помпеєм для боротьби з піратами.

Lex Gabinia (Закон Габінія), lex de uno imperatore contra praedones instituendo (Закон про встановлення єдиного командувача проти нападників) або lex de piratis persequendi (Закон про переслідування піратів) був давньоримським спеціальним законом , прийнятим у 67 році до нашої ери, який надавав Помпею Великому проконсульські повноваження в будь-якій провінції в межах 50 миль від Середземного моря без належно обраної магістратури з метою боротьби з піратством. Це також дало Помпею повноваження призначати багатьох легатів і значні фінансові ресурси. Закон був запропонований і прийнятий трибуном Авлом Габінієм.

## Впровадження і мітевий вплив
Помпей користувався величезною популярністю серед римських плебеїв завдяки своїм попереднім успіхам проти Серторія та союзників Гая Марія, але римський сенат ставився до нього та його зростаючої влади з пересторогою. Сенат неохоче давав величезні повноваження одній людині, особливо такій популярній, як Помпей, побоюючись, що це дозволить іншому диктатору захопити владу, як це зробив Сулла всього за п'ятнадцять років до того . Народ, однак, не переймався розпливчастими абстракціями тиранії. Вони були стурбовані матеріальними наслідками піратських набігів і, як наслідок, перебоями у постачанні зерна . 68 року до н.е. пірати підпалили римський порт в Остії, знищили консульський військовий флот і викрали двох видатних сенаторів разом з їхніми почетними особами. Помпей, побачивши політичну можливість, домовився з Авлом Габінієм про введення того, що згодом стало lex Gabinia.

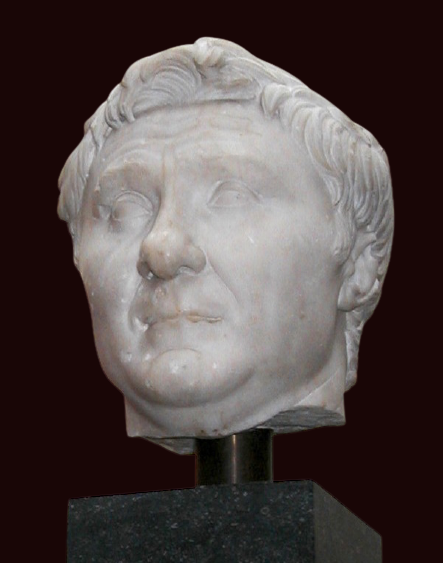
Бюст Помпея Великого

Командування прийшло зі значним флотом і армією для боротьби зі зростаючою проблемою піратів, які порушували торгівлю в Середземному морі. Аппіан у своїй «Римській історії» оцінює його у 270 військових кораблів, 120 000 піхотинців і 4 000 кавалеристів . Інші оцінюють їх у 500 військових кораблів, 120 000 піхотинців і близько 5 000 кавалеристів . Йому також було надано 144 мільйони сестерціїв, розпорядження державною скарбницею і право призначити 25 легатів преторіанського рангу .
Помпею вдалося перемогти піратів всього за три місяці.
Оскільки більша частина римської території знаходилася в межах 50-мильної зони навколо Середземного моря, закон давав Помпею, якому тоді було лише 39 років, владу майже над кожною провінцією .Фактично, це призвело до суперечки в 67 році до н.е. з проконсулом Квінтом Цецилієм Метеллом Кретиком, коли критяни спробували отримати від Помпея кращі умови, ніж вони отримували від Метелла, якому було доручено заспокоїти Крит.

## Спадщина
Головним наслідком lex Gabinia був не його прямий вплив на римську торгівлю, хоча він був значним. Скоріше, він створив чітке бачення єдності республіканської імперії під контролем однієї людини.
Хоча Сулла під час своєї диктатури мав намір посилити сенат і послабити народні збори, кар'єра Помпея і його попереднє консульство в 70 році до н.е. чітко показали, що конституційні реформи Сулли не працювали. Сенат не був наділений повноваженнями; влада не була поділена між аристократією . Піднесення людини, яка до свого обрання на найвищу посаду в державі не була навіть сенатором , до військового командування над величезною частиною імперії Республіки, створило прецедент надзвичайної централізації військової влади, який міг стати центральним для конституційного устрою принципату.
За часів Римської імперії цей закон послужив прецедентом для отримання Августом більших проконсульських повноважень над усією імперією в конституційному врегулюванні 23 року до н.е. Положення, що дозволяло Помпею призначати різних легатів з пропреторськими повноваженнями, було попередником легатів Августа, які служили заступниками імператора в його провінціях .Те, що це сталося під час Республіки, дозволило Августу стверджувати, що його дії не виходили за рамки mos maiorum (шляхів предків), що надавало йому довіри у вимогах відновлення Республіки та суверенітету римського народу.

## Дивіться також
- Римське право